# Ferenc Fülep
Ferenc Fülep (auch Franz Fülep; * 5. August 1919 in Szerencs, Komitat Zemplén, Ungarn; † 8. Mai 1986 in Páty, Komitat Pest) war ein ungarischer Archäologe und Museumsleiter.

## Leben und Wirken
Ferenc Fülep stammte aus einer Familie mit neun Kindern. Er studierte – mit Unterbrechungen durch den Zweiten Weltkrieg – Archäologie an der Universität Debrecen bei István Paulovics und wurde 1946 promoviert.
Von 1947 bis 1949 leitete er das Museum in Székesfehérvár, danach wurde er Mitarbeiter der Nationalen Aufsichtsbehörde für öffentliche Sammlungen (Közgyűjtemények Országos Felügyelőségének) in Budapest und anschließend Mitglied des Ungarischen Wissenschaftsrates (Magyar Tudományos Tanács). Von 1949 bis 1951 war er Sekretär der Archäologischen Kommission der Ungarischen Akademie der Wissenschaften. 1951 wurde er stellvertretender Generaldirektor des Historischen Museums in Budapest, 1953 bis 1955 war er Abteilungsleiter für Bildungsarbeit des Museums. Ab 1951 war er bis zu seinem Tod Generaldirektor des Ungarischen Nationalmuseums.
Arbeits- und Forschungsschwerpunkte von Ferenc Fülep waren die Provinzialrömische Archäologie, insbesondere die Provinz Pannonia und die römische Zeit von Pécs. Dabei legte er besonderen Wert auf den Denkmalschutz.
In den 1930er Jahren nahm er mit Alice Sz. Burger an Grabungen in Contra Aquincum teil. Ab 1949 war er an Arbeiten im Kastell Campona bei Nagytétényi, einem Stadtteil des heutigen XXII. Bezirkes von Budapest, beteiligt, die er mit István Paulovics begann und nach dessen Tod 1952 fortsetzte. 1960 schloss er seine Feldforschungen mit einer umfangreichen Grabung ab. 1960 und 1961 nahm er an Arbeiten am Kastell Almásfüzitő teil, 1961 bis 1963 leitete er Grabungen bei Nagyharsány.
Ab 1955 war er auch an Grabungen auf dem Frühchristlichen Friedhof von Pécs beteiligt. 1964 öffnete er dort die bereits im 18. Jahrhundert entdeckten Korsó-Grabkammern (Grabkammern mit dem Krug). 1975 und 1976 fand unter seiner Leitung die Ausgrabung und Restaurierung des altchristlichen Mausoleums statt.
Er war stellvertretender Vorsitzender des ungarischen UNESCO-Ausschusses und ab 1955 Präsident des ungarischen Komitees des International Council of Museums (ICOM). Im internationalen ICOM war er von 1969 bis 1971 kooptiertes Mitglied des Exekutivrates und von 1977 bis 1983 Präsident des Fachkomitees ICMAH (International Committee for Museums and Collections of Archaeology and History). Er war Mitglied des International Council on Monuments and Sites (ICOMS), wo er 1985 an der Gründung der Gruppe ICMAH beteiligt war. 2008 wurde er in das ICOMS-Pantheon aufgenommen.
Ferenc Fülep war Herausgeber des Jahrbuches des Ungarischen Nationalmuseums (1957 bis 1986), der Archaeologiai Értesítő und ab 1960 der Folia Archaeologia. 1985 wurde er mit dem „Wissenschaftlichen Forschungspreis“ (Tudományos kutatói díj) der Ungarischen Akademie der Wissenschaften ausgezeichnet.
Ferenc Fülep verstarb 1986 im Alter von 66 Jahren in Páty. Sein Grab befindet sich auf dem Farkasréti temető im XII. Bezirk von Budapest.

## Schriften
- mit Èva Cserey: Nagytétény műemlékei. (Die Denkmäler von Nagytétény). Képzőművészeti, Budapest 1957, OCLC 245740549.
- A pécsi későrómai sírépítmények. (Die spätrömischen Grabanlagen in Pécs). Janus Pannonius Museum, Pécs 1962, OCLC 25696187.
- Pécs római kori emlékei. (Römische Relikte in Pécs). Tourismuszentrale, Pécs 1963, DNB 573183945.
- Neuere Ausgrabungen in der Römerstadt Sopianae (Pécs). Ungarisches Nationalmuseum, Budapest 1974, DNB 800757564.
- mit Alice Sz. Burger: Pécs római kori kőemlékei. Janus Pannonius Múzeum, Pécs 1974, OCLC 1014783083.
- Sopianae. Die Stadt Pécs zur Römerzeit. Aus dem Ungarischen von Madeleine Meran. Corvina, Budapest 1975, ISBN 963-13-4703-6.
- Roman cemeteries on the territory of Pécs (Sopianae). Aus dem Ungarischen von Vera Gáthy. Akadémiai, Budapest 1977, ISBN 963-05-1079-0.
- (Hrsg.): Das Ungarische Nationalmuseum. Herausgegeben zum 175. Jahrestag seiner Gründung. Corvina, Budapest 1978, ISBN 963-13-0269-5.
- (Hrsg.): Studien zur Machtsymbolik des mittelalterlichen Ungarn. Ungarisches Nationalmuseum, Budapest 1983, ISBN 963-563-050-6.
- Sopianae. The history of Pécs during the Roman Era and the problem of the continuity of the late Roman population. Akadémiai, Budapest 1984, ISBN 963-05-3017-1.
- mit Alice Sz. Burger: Das Gebiet zwischen der Drau und der Limesstrecke Lussonium-Altinum (= Die römischen Inschriften Ungarns. Teil 4). Akadémiai, Budapest 1984, ISBN 963-05-3254-9.
- (Mitautor): Budapester Museen. Corvina, Budapest 1985, ISBN 963-13-1926-1.
- mit Zoltán Bachmann: Pécs, Frühchristliches Mausoleum. TKM Egyesület, Budapest 1990, ISBN 963-555-730-2.

Artikel und Beiträge
- Les fouilles du camp romain de Nagytétény. (Die Ausgrabungen am Kastell Nagytétény). In: László Vértes (Hrsg.): Programme et discours des chercheurs hongrois à la Conference Archéologique de la Académie Hongroise des Sciences. Ungarischen Akademie der Wissenschaften, Budapest 1955, OCLC 693080611, S. 213–221.
- A vasasi kora-császárkori temeto. In: A Janus Pannonius Múzeum évkönyve. 3, 1958, S. 103–127.
- Újabb ásatások a pécsi cella trichorában. In: A Janus Pannonius Múzeum évkönyve. 4, 1959, S. 75–89.
- Neuere Ausgrabungen in der Cella trichora von Pécs (Fünfkirchen). In: Acta archaeologica Academiae Scientiarum Hungaricae. 11, 1959, S. 399–418.
- Adatok a pécsi székesegyház alatt húzódó csatorna kérdéséhez. In: A Janus Pannonius Múzeum évkönyve. 6, 1961, S. 59–67.
- Nagytétény. Rózsa Ferenc tér – MÁV vasútvonal között. A nagytétényi római tábor maradványai. In: Frigyes Pogány (Hrsg.): Budapest műemlékei II (= Magyarország Műemléki topográfiája. 7). Akadémiai Kiadó, Budapest 1962, OCLC 459632335, S. 643–652.
- New Remarks on the Question of the Jewish Synagogue at Intercisa. In: Acta archaeologica Academiae Scientiarum Hungaricae. 18, 1966, S. 93–98.
- Campona. In: Paulys Realencyclopädie der classischen Altertumswissenschaft (RE). Supplementband XI, Stuttgart 1968, Sp. 357–368.
- Nuove indicazioni per la storia del cristianesimo in Pannonia. In: Corso di Cultura sull'Arte Ravennate e Bizantina. 16, 1969, S. 165–178.
- Scavi archeologici a Sopianae. In: Corso di Cultura sull'Arte Ravennate e Bizantina. 16, 1969, S. 151–163.
- Neuere Forschungen in der ausgemalten frühchristlichen Grabkammer Nr. II von Pécs. In: A Janus Pannonius Múzeum évkönyve. 16, 1971, S. 91–103.
- Examinations of the Wall Paintings in the Cella Trichora of Pécs. In: Folia archaeologica. 23, 1972, S. 195–213.
- Beiträge zur frühmittelalterlichen Geschichte von Pécs. In: Acta archaeologica Academiae Scientiarum Hungaricae. 25, 1973, S. 307–326.
- Ein spätrömischer Münzschatz aus der Römerstadt Sopianae (Pécs). In: Folia archaeologica. 32, 1981, S. 169–187.
- mit Gyula Török: Ungarn und Rumänien. In: Beat Brenk, Hugo Brandenburg: Spätantike und frühes Christentum. (= Propyläen Kunstgeschichte. Band 15). Propyläen, Frankfurt am Main 1985, ISBN 3-549-05666-4, S. 310–316.